# یوکا موریشیما
یوکا موریشیما (انگلیسی: Yuuka Morishima؛ زادهٔ ۱۶ مارس ۱۹۹۷) صداپیشه اهل ژاپن است. وی از سال ۲۰۱۷ میلادی تاکنون مشغول فعالیت بوده‌است.